# Caseres
|  | No s'ha de confondre amb Casserres. |

Caseres és una vila i municipi de la comarca de la Terra Alta. Al municipi hi destaquen les restes del poblat iber de la Gessera, del castell d'Almudèfer, amb l'esglesieta annexa de Santa Anna d'Almudèfer, els paisatges del riu Algars, l'església de Santa Maria Magdalena (vid. comanda d'Horta), i les mines i trinxeres de la Guerra Civil espanyola.

## Geografia
- Llista de topònims de Caseres (Orografia: muntanyes, serres, collades, indrets..; hidrografia: rius, fonts...; edificis: cases, masies, esglésies, etc).

## Història
Caseres, d'acord amb el diccionari Alcover-Moll és el plural de casera, o sigui el cau on viu una persona o un animal. D'acord amb l'etimologia popular, l'origen del topònim es troba en la gran quantitat de caça que hi ha al poble, aquest tradició es troba recollida en l'escut del municipi on figura un gos de caça.
El poble de Caseres, segons la documentació de l'any 1153 que delimitava el castell de Miravet pertanyia al terme d'Horta de Sant Joan. Aquests mateixos documents afirmen que el castell, en mans dels templers posseïa a més de Caseres el poble de Bot. La documentació posterior permet afirmar que el lloc pertanyia a la comanda d'Horta, primer templera i després, hospitalera. És a dir, en dissoldre's l'orde del Temple, passà a dependre de l'Orde de l'Hospital (on apareix inclòs el 1359).

## Administració
| Període     | Alcalde o alcaldessa                            | Partit polític                   | Data de possessió | Observacions |
| ----------- | ----------------------------------------------- | -------------------------------- | ----------------- | ------------ |
| 1979–1983   | Juan Antonio Gil Fortuño                        | CC-UCD                           | 19/04/1979        | --           |
| 1983–1987   | Juan Antonio Gil Fortuño                        | AP                               | 28/05/1983        | --           |
| 1987–1991   | Juan Antonio Gil Fortuño                        | PP                               | 30/06/1987        | --           |
| 1991–1995   | Teresa Barberà Puchol                           | CIU                              | 15/06/1991        | --           |
| 1995–1999   | Teresa Barberà Puchol                           | CIU                              | 17/06/1995        | --           |
| 1999–2003   | Manuel Palau Alqueza / Josep Maria Peris Ferrer | CIU                              | 03/07/1999        | --           |
| 2003–2007   | Josep Maria Peris Ferrer                        | CIU                              | 14/06/2003        | --           |
| 2007–2011   | Josep Maria Peris Ferrer                        | CIU                              | 16/06/2007        | --           |
| 2011–2015   | Josep Maria Peris Ferrer                        | CIU                              | 11/06/2011        | --           |
| 2015–2019   | Joan Manel Palau González                       | Tots Som Caseres-Acord Municipal | 13/06/2015        | --           |
| 2019-2023   | Manel Palau i González                          | Tots Som Caseres-Acord Municipal | 15/06/2019        | --           |
| Des de 2023 | Manel Palau i Gonzalez                          | Tots Som Caseres-Acord Municipal | 17/06/2023        | --           |

Nombre de regidors per partit
| Junts                                                                                           | -  | - | - | - | - | - | -  | - | -  | - | - | 0 |
| PSC                                                                                             | -  | - | - | - | - | - | -  | 3 | -  | - | - | - |
| PP                                                                                              | -  | 4 | 4 | 3 | 3 | - | -  | - | -  | - | - | - |
| ERC                                                                                             | -  | - | - | - | - | - | -  | - | -  | 7 | 5 | 5 |
| CiU                                                                                             | -  | 3 | 3 | 4 | 4 | 7 | 4  | 4 | 4  | - | - | - |
| UCD                                                                                             | 4  | - | - | - | - | - | -  | - | -  | - | - | - |
| Altres                                                                                          | 3a | - | - | - | - | - | 3b | - | 3c | - | - | - |
| Total                                                                                           | 7  | 7 | 7 | 7 | 7 | 7 | 7  | 7 | 7  | 7 | 5 | 5 |
| a Associació Independent de Caseres; b Unió per la Terra Alta - UPTA; c Tots som Caseres - FIC; |    |   |   |   |   |   |    |   |    |   |   |   |

## Demografia
| 1497 f | 1515 f | 1553 f | 1717 | 1787 | 1857 | 1877 | 1887 | 1900 | 1910 |
| ------ | ------ | ------ | ---- | ---- | ---- | ---- | ---- | ---- | ---- |
| 20     | 28     | 37     | 88   | -    | 573  | 542  | 620  | 610  | 692  |

| 1920 | 1930 | 1940 | 1950 | 1960 | 1970 | 1981 | 1990 | 1992 | 1994 |
| ---- | ---- | ---- | ---- | ---- | ---- | ---- | ---- | ---- | ---- |
| 752  | 637  | 517  | 547  | 454  | 369  | 337  | 339  | 336  | 336  |

| 1996 | 1998 | 2000 | 2002 | 2004 | 2006 | 2008 | 2010 | 2012 | 2014 |
| ---- | ---- | ---- | ---- | ---- | ---- | ---- | ---- | ---- | ---- |
| 333  | 326  | 325  | 326  | 319  | 311  | 294  | 294  | 284  | 267  |

| 2016 | 2018 | 2020 | 2022 | 2024 | 2026 | 2028 | 2030 | 2032 | 2034 |
| ---- | ---- | ---- | ---- | ---- | ---- | ---- | ---- | ---- | ---- |
| 253  | 235  | 237  | 233  | 240  | -    | -    | -    | -    | -    |

## Eleccions al Parlament de Catalunya del 2012
| Candidatura | Candidatura   | Cap de llista          | Vots | Regidors | % vots |
| ----------- | ------------- | ---------------------- | ---- | -------- | ------ |
|             | CiU           | Artur Mas              | 63   |          | 35     |
|             | PPC           | Alicia Sánchez-Camacho | 39   |          | 21,66  |
|             | ERC           | Oriol Junqueras        | 26   |          | 14,44  |
|             | PSC           | Pere Navarro           | 14   |          | 7,77   |
|             | ICV-EUiA      | Joan Herrera           | 13   |          | 7,22   |
|             | CUP           | David Fernández        | 7    |          | 2,15   |
|             | C's           | Albert Rivera          | 1    |          | 0,55   |
|             | Vots en blanc |                        | 13   |          | 7,1    |
|             | Altres        |                        | 11   |          | 5      |
| Total       | Total         | 183                    | 183  |          | 77,87  |

## Festes majors
Agost:
A Caseres se celebren les festes majors al mes d'agost, i sempre són el cap de setmana més proper al dia 20. En un principi les festes se celebraven l'1 de setembre, però es van traspassar a finals d'agost, ja que era quan hi havia més gent de fora. Duren 5 dies.
Els patrons de les festes de Caseres són Sant Gil l'Eremita, Sant Raimon de Penyafort i Sant Roc.
Abans de les festes majors es realitza la setmana de la música.
També el dissabte de festes, un polític actual va al poble a fer el pregó.
Les 3 pubilles són les encarregades de representar al poble en els actes més oficials que es fan.
Durant els dies festius s'organitzen una gran quantitat d'activitats, com ara : Jocs de taula (dominó, parxís, dames, cartes), Curses i cucanyes (tant per a joves, com pels adults), teatres i havaneres.
En el poble hi ha diverses colles, dividits per les quintes, que tenen un local on posen música, beuen i es diverteixen. Això són les anomenades penyes.
De nit la gent es reuneix a la pista de ball del riu per prendre alguna cosa i ballar la música aportada per les orquestres i les disco-mòbils. La xaranga és un grup de nois i noies que toquen instruments musicals, recorren els carrers de Caseres tan de matí com de nit, per tal d'animar la festa amb música festiva.
Caseres té una jota particular, que es balla d'una manera única del poble, i és la coneguda Jota de Caseres.
Una altra festa molt popular que es fa a Caseres és Sant Antoni (el cap de setmana més pròxim al 17 de gener). Els veïns del carrer s'uneixen al voltant de fogueres per sopar tots junts i després hi ha ball per a tot el poble al casal. L'endemà es fa una subhasta de productes típics a la plaça del poble i després la gent s'ajunta amb la colla per anar a dinar.
Altres festes significatives són:
- Lo dia del pont (dilluns de pasqua).
- Sant Joan.
- Sant Cristòfol.
- Santa Magdalena.